# بيانكا ماضية
بيانكا ماضية هي كاتبة وصحفية وقاصة سورية، وعضو اتحاد الصحفيين في سوريا منذ عام 1996، ورئيسة القسم الثقافي في صحيفة الجماهير بحلب منذ عام 2005.

## دراستها
حصلت على إجازة جامعية في الآداب والعلوم الإنسانية من قسم اللغة العربية بجامعة حلب عام 1991. كما حصلت على دبلوم الدراسات العليا من قسم الأدبيات بجامعة حلب عام 1995.

## حياتها المهنية
ماضية هي رئيسة القسم الثقافي في صحيفة الجماهير بحلب منذ عام 2005، وقد ترأست تحرير موقع سورية اليوم الذي توقف بسبب الحرب، وتكتب المقالات والدراسات الأدبية والزاويات الصحفية وقصائد النثر والقصص والروايات، كما تنشر في الدوريات المحلية والعربية منذ عام 1994. وهي عضو سابق في أسرة تحرير مجلة ديوان العرب الإلكترونية، وعضو هيئة تحرير مجلة الضاد الحلبية، وعضو سابق في اللجنة الثقافية والإعلامية لنادي شباب العروبة للآداب والفنون بحلب.
عام 2010، صدرت لها رواية «هو في الذاكرة» بعد أول كتبها «سليمان الحلبي» عام 2007، وتدور أحداث الرواية بين حلب ودمشق وباريس، وتجمع بين الذاتية والموضوعية تحمل بصمة الرواية النسوية.

## مؤلفاتها
- «سليمان الحلبي.. أول منتقم للعرب من العدوان الغربي الحديث»، دار الشرق الجديد، دمشق، 2007[4]
- «هو في الذاكرة» (رواية)، دار عبد المنعم ناشرون، حلب، 2010[5]

## جوائزها
- جائزة الدكتورة سعاد الصباح للإبداع الفكري في مجال النقد، عن «المدينة في شعر نزار قباني»، 1995[6]
- جائزة أدب العشق، وكالة فينكس الثقافية للقصة القصيرة، مصر، 2009[6][7]